# Marcus Caecilius Cornutus
Marcus Caecilius Cornutus (falecido em 43 a.C.) foi um antigo político e general romano que serviu como pretor urbano em 43 a.C. Foi encarregado pelo Senado da defesa da cidade contra as forças de Otaviano, que marcharam sobre a cidade exigindo a sua eleição como cônsul após a morte dos dois cônsules ordinários daquele ano – Aulo Hirtius e Gaius Vibius Pansa Caetronianus - em batalha. Depois de as suas escassas forças terem desertado para Otaviano e Otaviano tomar a cidade, ele cometeu suicídio.